# Pirambu
Pirambu är en kommun i Brasilien.   Den ligger i delstaten Sergipe, i den östra delen av landet, 1 300 km öster om huvudstaden Brasília. Antalet invånare är 8 369.